# Jay Clark
Jay Clark Jr (ur. 25 stycznia 1880 w Newton, zm. 6 lutego 1948 w Worcester) – amerykański strzelec, mistrz olimpijski.
Uczęszczał do Grinnell College i Harvard Law School, po czym został prawnikiem w Worcester. 
W 1913 roku wygrał turniej Westy Hogan Trapshoot. Był także kierowcą wyścigowym (m.in. ustanowił rekord na torze w Worcester).
Clark uczestniczył w Letnich Igrzyskach Olimpijskich 1920 w jednej konkurencji. W zmaganiach drużynowych w trapie Amerykanie zostali złotymi medalistami, jednak Clark uzyskał ostatni wynik w zespole (skład reprezentacji: Mark Arie, Horace Bonser, Jay Clark, Forest McNeir, Frank Troeh, Frank Wright).

## Wyniki

### Igrzyska olimpijskie
| Igrzyska | Konkurencja     | Wynik                           | Miejsce | Źródło |
| -------- | --------------- | ------------------------------- | ------- | ------ |
| IO 1920  | Trap, drużynowo | 547 pkt. (druż.) 84 pkt. (ind.) |         | [ 1 ]  |